# 김하은 (배우)
김하은(본명: 김현진, 본래 1984년 1월 3일 ~ )은 대한민국의 배우이다.

## 약력
- 1987년 2월 미국으로 이민하여 미국 로스엔절레스 어린이 연극배우 데뷔하여 1990년 2월 대한민국 돌아온뒤 1990년 3월 초등학교 입학하여 1996년 2월 초등학교 졸업하고 1996년 3월 중학교 입학하여 1999년 2월 중학교 졸업하여 1999년 3월 고등학교 입학하여 1999년 MBC 날마다 행복해 구유미 역으로 통해 정식 데뷔했으며, 2001년 영화배우 데뷔하였고 2002년 MBC 고백 3년만에 출연하여  1년 후 2003년 KBS 공채 탤런트 20기로 정식 데뷔하였다.

## 학력
- 한서고등학교
- 동덕여자대학교 공연예술대학 방송연예학과 학사

## 출연작

### 드라마
- 1999년 MBC 《날마다 행복해》 : 구유미 역
- 2000년 SBS 《골뱅이》
- 2001년 MBC 《결혼의 법칙》
- 2002년 MBC 《고백》
- 2002년 SBS 《야인시대》
- 2003년 KBS2 《여고 동창생》
- 2004년 KBS2 《드라마시티 - 그녀가 바퀴벌레와 다른 점》
- 2004년 KBS1 《무인시대》
- 2004년 KBS2 《북경, 내 사랑》
- 2004년 KBS1 《금쪽같은 내새끼》
- 2004년 KBS1 《그대는 별》
- 2004년 KBS2 《구미호 외전》
- 2004년 KBS2 《두번째 프러포즈》
- 2004년 KBS2 《용서》
- 2004년 KBS2 《해신》
- 2005년 KBS2 《위험한 사랑》
- 2005년 KBS2 《이 죽일 놈의 사랑》
- 2006년 KBS1 《서울 1945》
- 2006년 KBS1 《열아홉 순정》
- 2006년 KBS2 《황진이》
- 2007년 KBS2 《한성별곡 정》: 이나영 역
- 2007년 KBS2 《드라마시티 - 은둔하는 북의 사람》: 곽 역
- 2008년 KBS2 《싱글파파는 열애중》: 조경아 역
- 2008년 KBS2 《전설의 고향 - 구미호》: 이서옥 역
- 2009년 KBS2 《추노》: 설화 역
- 2009년 E채널 《비밀기방 앙심정》: 민청설 역
- 2010년 KBS2 《가시나무새》: 양미련 역
- 2010년 Trendy 《피아니시모》
- 2011년 MBC 《무신》: 춘심
- 2012년 SBS 《장옥정, 사랑에 살다》: 인경왕후 김씨 역
- 2012년 MBC 《드라마 페스티벌 - 이상 그 이상》: 금홍 역
- 2014년 KBS 《Miss 맘마미아》: 강봉숙 역
- 2016년 MBC 《역적 : 백성을 훔친 도적》: 적선아 역

### 영화
- 2001년 《공공의 적》
- 2004년 《늑대의 유혹》: 이나윤 역
- 2005년 《연애술사》: 구미영 역
- 2006년 《아파트》
- 2012년 《범죄소년》

### 광고
- SK텔레콤
- 파리바게뜨(파리크라상)

## 수상 및 후보
| 연도 | 시상식                  | 부문            | 작품            | 결과 |
| ---- | ----------------------- | --------------- | --------------- | ---- |
| 2010 | KBS 연기대상            | 여자 신인연기상 | 추노            | 후보 |
| 2011 | 제5회 케이블TV 방송대상 | 스타상          | 비밀기방 앙심정 | 수상 |